# Institutul Medico-Militar din București
Institutul Medico-Militar este o instituție militară de învățământ superior, subordonată Ministerului Apărării Naționale prin Direcția Medicală, având sediul în municipiul București și o secție în municipiul Târgu Mureș. Institutul Medico-Militar asigură pregătirea medico-militară a studenților militari de la facultățile de medicină, medicină dentară și farmacie din cadrul Universității de Medicină și Farmacie „Carol Davila” București și a Universității de Medicină și Farmacie din Târgu Mureș, pentru Ministerul Apărării Naționale, precum și pentru alți beneficiari interni (din sistemul de siguranță națională, ordine publică și justiție) și externi.

## Obiective
Obiectivele Institutului Medico-Militar sunt:
- formarea pe filieră directă a ofițerilor medici, prin colaborare cu Universitata de Medicină și Farmacie „Carol Davila” din București și Universitatea de Medicină și Farmacie din Târgu Mureș;
- specializarea și perfecționarea medicilor militari prin cursuri postuniversitare;
- formarea subofițerilor sanitari pe filieră indirectă;
- pregătirea ofițerilor medici și subofițerilor în rezervă;
- pregătirea cadrelor medico-sanitare din rețeaua civilă, în problemele specifice de acordare a asistenței medicale în timp de război, calamități naturale sau dezastre;
- pregătirea în a doua specialitate a soldaților și gradaților profesioniști (specialitatea sanitar)